# Voriax popeye
Genre
Espèce
Voriax popeye, unique représentant du genre Voriax, est une espèce d'opilions laniatores de la famille des Gonyleptidae.

## Distribution
Cette espèce est endémique de Bahia au Brésil. Elle se rencontre vers Porto Seguro.

## Étymologie
Cette espèce est nommée en référence à Popeye.
Ce genre est nommé en référence à Voriax.

## Publication originale
- Kury, 2014 : « Why does the Tricommatinae position bounce so much within Laniatores? A cladistic analysis, with description of a new family of Gonyleptoidea (Opiliones, Laniatores). » Zoological Journal of the Linnean Society, vol. 172, no 1, p. 1–48.